# 24-Stunden-Rennen von Le Mans 2019

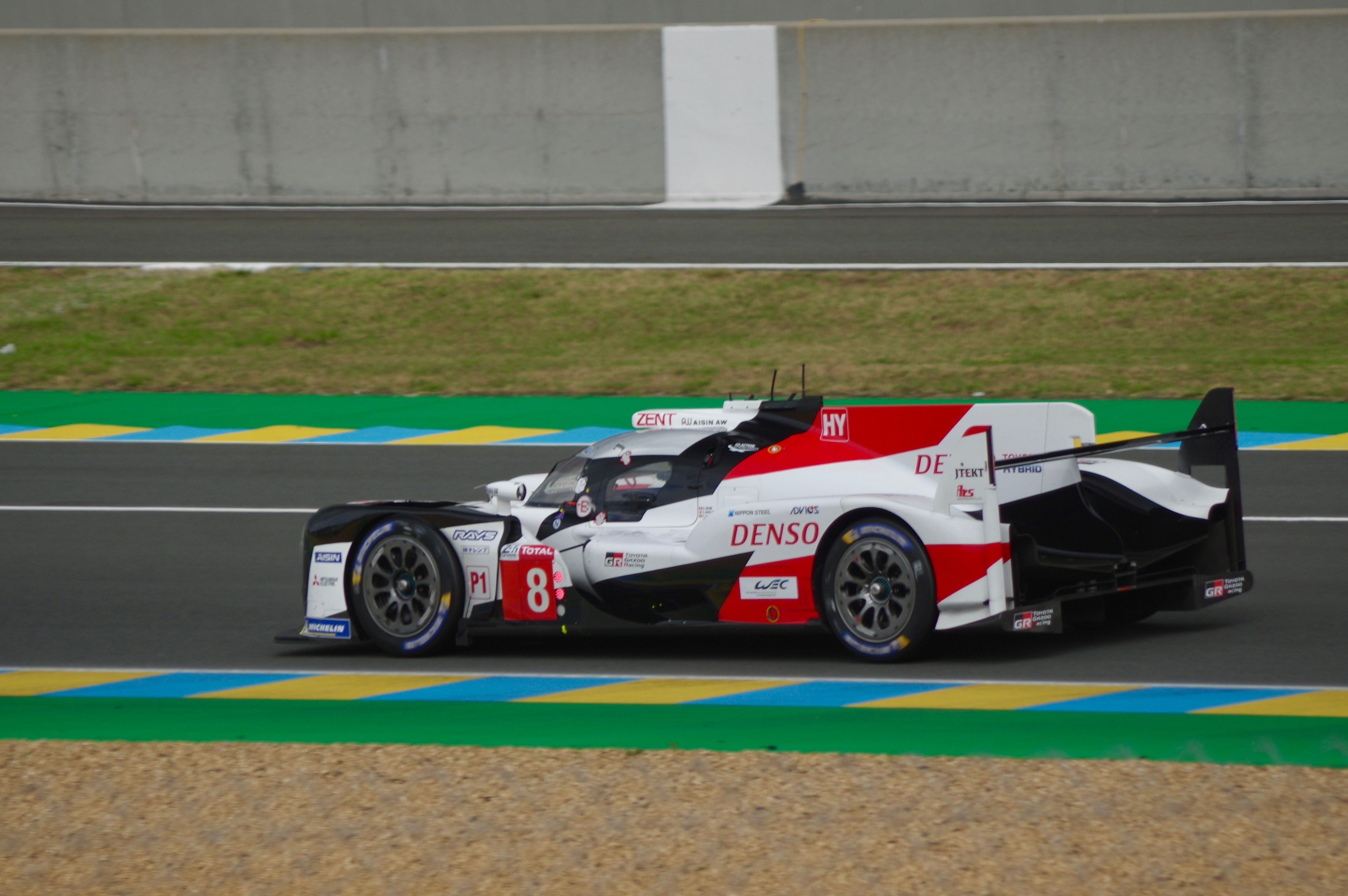
Der siegreiche Toyota TS050 Hybrid von Sébastien Buemi, Kazuki Nakajima und Fernando Alonso

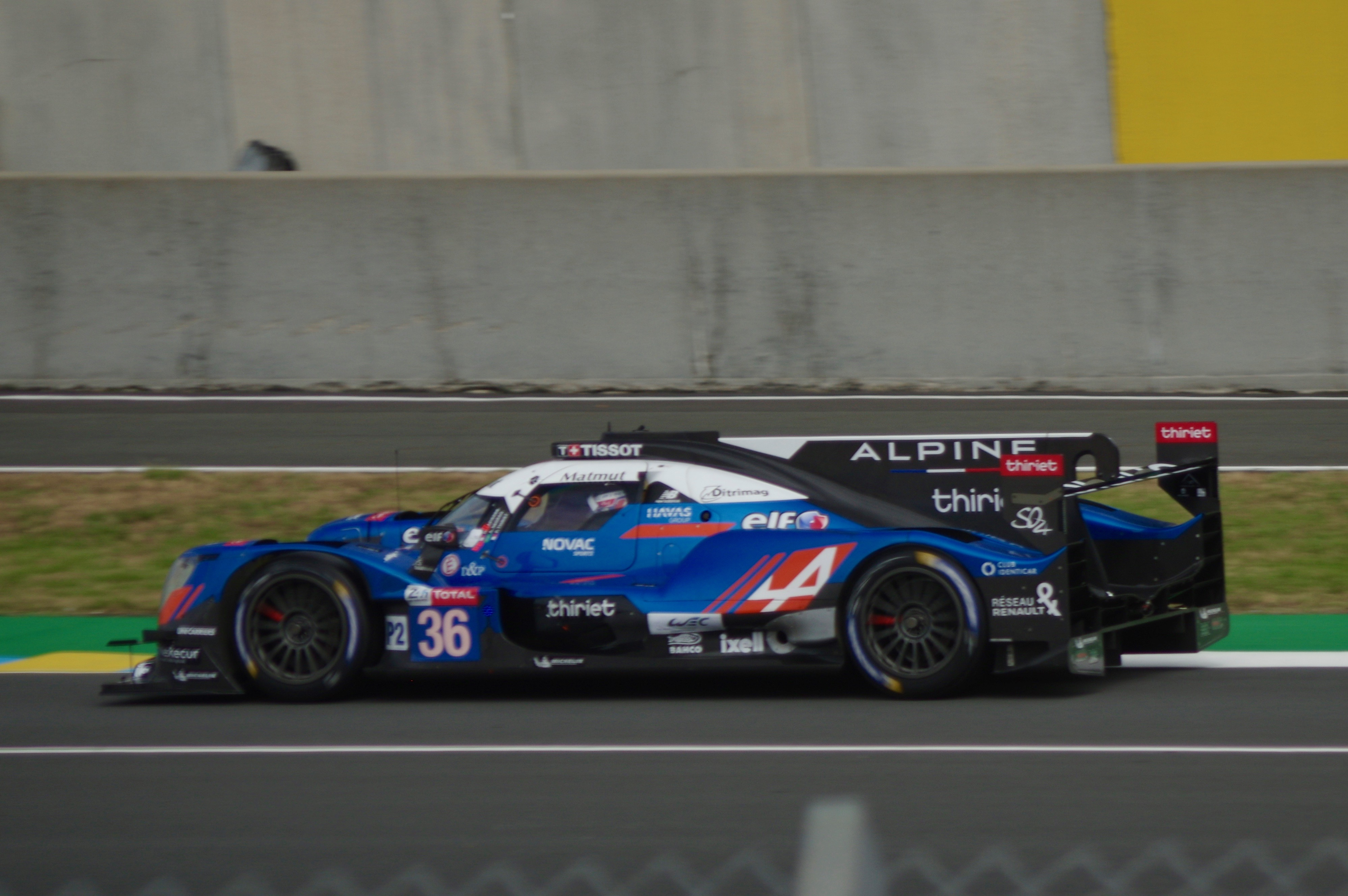
Der in der LMP2-Klasse erfolgreiche Alpine A470 von Nicolas Lapierre, Pierre Thiriet und André Negrão

Das 87. 24-Stunden-Rennen von Le Mans, der 87e Grand Prix d’Endurance les 24 Heures du Mans, auch 24 Heures du Mans, fand am 15. und 16. Juni 2019 auf dem Circuit des 24 Heures statt.

## Das Rennen
Wie im Jahr davor waren die beiden Werks-Toyota TS050 Hybrid die dominierenden Fahrzeuge in der für die Gesamtwertung wesentlichen LMP1-Klasse, wenn auch der Abstand zur Konkurrenz nicht so groß war wie 2018. Erneut gab es einen Toyota-Doppelsieg, wieder in der Reihenfolge Sébastien Buemi/Kazuki Nakajima/Fernando Alonso (Toyota #8) vor Mike Conway/Kamui Kobayashi/José María López (Toyota #7). Bis eine Stunde vor Rennende führte der Wagen mit der Nummer 7 mit einem deutlichen Vorsprung von mehr als zwei Minuten vor dem Schwesterwagen, als ein Reifenschaden das Klassement umdrehte. Lopez kam mit einem schleichenden Plattfuß an die Toyota-Box, wo die Mechaniker den falschen Reifen wechselten. Wegen einer fehlerhaften Sensoranzeige tauschten sie statt dem rechten Hinterreifen, den rechten Vorderreifen. Lopez musste eine weitere Runde mit dem fast luftlosen Reifen zurücklegen und verlor die Führung an Nakajima. Die Toyota-Teamleitung unter Hisatake Murata, Rob Leupen und Pascal Vasselon diskutierte eine Stallorder, die den Wagen mit der Nummer 7 wieder in Führung bringen könnte, entschied sich aber schlussendlich dagegen.

## Einladungen
Im November 2018 veröffentlichte der Automobile Club de l’Ouest die Einladungsliste für das 24-Stunden-Rennen. Automatisch startberechtigt waren die Klassensieger des Vorjahresrennens, die Gesamtsieger der European Le Mans Series, der Asian Le Mans Series und des Michelin Le Mans Cup. Eine weitere Einladung ging an den Sieger der LMGTE-Klasse der European Le Mans Series. Zwei Teilnehmer wählte der ACO aus den Startern der IMSA WeatherTech SportsCar Championship. Die Wahl fiel auf die Fahrer Mikhail Goikhberg und Ben Keating. Da in Le Mans keine GT3-Wagen startberechtigt sind, müssen die Sieger aus dem Michelin Le Mans Cup ein Fahrzeug aus der LMGT-Am-Klasse melden.
Am 11. Februar 2019 veröffentlichte der ACO die erste Startliste. Am 1. März 2019 wurde eine Starterliste mit allen 60 Startern und 10 Reservefahrzeugen veröffentlicht.

### Startliste
| LMP1     |                               |                          |   |                          |                        |                            |
| 1        | Rebellion Racing              | Rebellion R13            | M | Neel Jani                | André Lotterer         | Bruno Senna                |
| 3        | Rebellion Racing              | Rebellion R13            | M | Nathanaël Berthon        | Gustavo Menezes        | Thomas Laurent             |
| 4        | ByKolles Racing Team          | ENSO CLM P1/01           | M | Tom Dillmann             | Paolo Ruberti          | Oliver Webb                |
| 7        | Toyota Gazoo Racing           | Toyota TS050 Hybrid      | M | Mike Conway              | Kamui Kobayashi        | José María López           |
| 8        | Toyota Gazoo Racing           | Toyota TS050 Hybrid      | M | Sébastien Buemi          | Kazuki Nakajima        | Fernando Alonso            |
| 10       | DragonSpeed                   | BR Engineering BR1       | M | Ben Hanley               | Henrik Hedman          | Renger van der Zande       |
| 11       | SMP Racing                    | BR Engineering BR1       | M | Michail Aljoschin        | Witali Petrow          | Stoffel Vandoorne          |
| 17       | SMP Racing                    | BR Engineering BR1       | M | Stéphane Sarrazin        | Jegor Orudschew        | Sergei Sirotkin            |
| LMP2     |                               |                          |   |                          |                        |                            |
| 20       | High Class Racing             | Oreca 07                 | M | Dennis Andersen          | Anders Fjordbach       | Mathias Beche              |
| 22       | United Autosports             | Ligier JS P217           | M | Philip Hanson            | Filipe Albuquerque     | Paul di Resta              |
| 23       | Panis Barthez Competition     | Ligier JS P217           | M | René Binder              | Will Stevens           | Julien Canal               |
| 25       | Algarve Pro Racing            | Oreca 07                 | M | David Zollinger          | Andrea Pizzitola       | John Falb                  |
| 26       | G-Drive Racing                | Aurus 01                 | M | Roman Russinow           | Jean-Éric Vergne       | Job van Uitert             |
| 28       | TDS Racing                    | Oreca 07                 | M | François Perrodo         | Matthieu Vaxivière     | Loïc Duval                 |
| 29       | Racing Team Nederland         | Dallara P217             | M | Giedo van der Garde      | Frits van Eerd         | Nyck de Vries              |
| 30       | Duqueine Engineering          | Oreca 07                 | M | Nicolas Jamin            | Pierre Ragues          | Romain Dumas               |
| 31       | DragonSpeed                   | Oreca 07                 | M | Roberto González         | Pastor Maldonado       | Anthony Davidson           |
| 32       | United Autosports             | Ligier JS P217           | M | Ryan Cullen              | Alex Brundle           | Will Owen                  |
| 34       | Inter Europol Competition     | Ligier JS P217           | M | Jakub Śmiechowski        | James Winslow          | Nigel Moore                |
| 36       | Signatech Alpine Matmut       | Alpine A470              | D | Nicolas Lapierre         | André Negrão           | Pierre Thiriet             |
| 37       | Jackie Chan DC Racing         | Oreca 07                 | D | David Heinemeier Hansson | Jordan King            | Ricky Taylor               |
| 38       | Jackie Chan DC Racing         | Oreca 07                 | D | Ho-Pin Tung              | Stéphane Richelmi      | Gabriel Aubry              |
| 39       | Graff                         | Oreca 07                 | D | Tristan Gommendy         | Vincent Capillaire     | Jonathan Hirschi           |
| 43       | RLR Msport Tower Events       | Oreca 07                 | D | John Farano              | Arjun Maini            | Norman Nato                |
| 47       | Cetilar Racing Villorba Corse | Dallara P217             | D | Roberto Lacorte          | Andrea Belicchi        | Giorgio Sernagiotto        |
| 48       | Idec Sport                    | Oreca 07                 | M | Paul Lafargue            | Paul-Loup Chatin       | Memo Rojas                 |
| 49       | Arc Bratislava                | Ligier JS P217           | D | Miroslav Konôpka         | Henning Enqvist        | Konstantin Tereschtschenko |
| 50       | Larbre Compétition            | Ligier JS P217           | M | Erwin Creed              | Romano Ricci           | Nicholas Boulle            |
| LMGT-Pro |                               |                          |   |                          |                        |                            |
| 51       | AF Corse                      | Ferrari 488 GTE Evo      | M | James Calado             | Alessandro Pier Guidi  | Daniel Serra               |
| 63       | Corvette Racing               | Corvette C7.R            | M | Jan Magnussen            | Antonio García         | Mike Rockenfeller          |
| 64       | Corvette Racing               | Corvette C7.R            | M | Oliver Gavin             | Tommy Milner           | Marcel Fässler             |
| 66       | Ford Chip Ganassi Team UK     | Ford GT                  | M | Stefan Mücke             | Olivier Pla            | Billy Johnson              |
| 67       | Ford Chip Ganassi Team UK     | Ford GT                  | M | Andy Priaulx             | Harry Tincknell        | Jonathan Bomarito          |
| 68       | Ford Chip Ganassi Team USA    | Ford GT                  | M | Joey Hand                | Dirk Müller            | Sébastien Bourdais         |
| 69       | Ford Chip Ganassi Team USA    | Ford GT                  | M | Ryan Briscoe             | Richard Westbrook      | Scott Dixon                |
| 71       | AF Corse                      | Ferrari 488 GTE Evo      | M | Davide Rigon             | Sam Bird               | Miguel Molina              |
| 81       | BMW Team MTEK                 | BMW M8 GTE               | M | Nicky Catsburg           | Philipp Eng            | Martin Tomczyk             |
| 82       | BMW Team MTEK                 | BMW M8 GTE               | M | Augusto Farfus           | António Félix da Costa | Jesse Krohn                |
| 89       | Risi Competizione             | Ferrari 488 GTE Evo      | M | Luís Felipe Derani       | Oliver Jarvis          | Jules Gounon               |
| 91       | Porsche GT Team               | Porsche 991 RSR GTE      | M | Richard Lietz            | Gianmaria Bruni        | Frédéric Makowiecki        |
| 92       | Porsche GT Team               | Porsche 991 RSR GTE      | M | Michael Christensen      | Kévin Estre            | Laurens Vanthoor           |
| 93       | Porsche GT Team               | Porsche 991 RSR GTE      | M | Patrick Pilet            | Earl Bamber            | Nick Tandy                 |
| 94       | Porsche GT Team               | Porsche 991 RSR GTE      | M | Sven Müller              | Mathieu Jaminet        | Dennis Olsen               |
| 95       | Aston Martin Racing           | Aston Martin Vantage AMR | M | Nicki Thiim              | Marco Sørensen         | Darren Turner              |
| 97       | Aston Martin Racing           | Aston Martin Vantage AMR | M | Alex Lynn                | Maxime Martin          | Jonny Adam                 |
| LMGT-Am  |                               |                          |   |                          |                        |                            |
| 54       | Spirit of Race                | Ferrari 488 GTE          | M | Thomas Flohr             | Francesco Castellacci  | Giancarlo Fisichella       |
| 56       | Team Project 1                | Porsche 911 RSR          | M | Jörg Bergmeister         | Patrick Lindsey        | Egidio Perfetti            |
| 57       | Car Guy Racing                | Ferrari 488 GTE          | M | Takeshi Kimura           | Kei Cozzolino          | Côme Ledogar               |
| 60       | Kessel Racing                 | Ferrari 488 GTE          | M | Claudio Schiavoni        | Sergio Pianezzola      | Andrea Piccini             |
| 61       | Clearwater Racing             | Ferrari 488 GTE          | M | Matt Griffin             | Luís Pérez Companc     | Matteo Cressoni            |
| 62       | Wheathertech Racing           | Ferrari 488 GTE          | M | Cooper MacNeil           | Toni Vilander          | Robert Smith               |
| 70       | MR Racing                     | Ferrari 488 GTE          | M | Motoaki Ishikawa         | Eddie Cheever III      | Olivier Beretta            |
| 77       | Dempsey-Proton Racing         | Porsche 911 RSR          | M | Matt Campbell            | Julien Andlauer        | Christian Ried             |
| 78       | Proton Competition            | Porsche 911 RSR          | M | Louis Prette             | Philippe Prette        | Vincent Abril              |
| 83       | Kessel Racing                 | Ferrari 488 GTE          | M | Manuela Gostner          | Rahel Frey             | Michelle Gatting           |
| 84       | JMW Motorsport                | Ferrari 488 GTE          | M | Jeff Segal               | Rodrigo Baptista       | Wei Lu                     |
| 85       | Keating Motorsports           | Ford GT                  | M | Ben Keating              | Jeroen Bleekemolen     | Felipe Fraga               |
| 86       | Gulf Racing                   | Porsche 911 RSR          | M | Mike Wainwright          | Ben Barker             | Thomas Preining            |
| 88       | Dempsey-Proton Racing         | Porsche 911 RSR          | M | Satoshi Hoshino          | Giorgio Roda           | Matteo Cairoli             |
| 90       | TF Sport                      | Aston Martin Vantage V8  | M | Salih Yoluç              | Charlie Eastwood       | Euan Hankey                |
| 98       | Aston Martin Racing           | Aston Martin Vantage V8  | M | Paul Dalla Lana          | Pedro Lamy             | Mathias Lauda              |
| 99       | Dempsey-Proton Racing         | Porsche 911 RSR          | M | Patrick Long             | Tracy Krohn            | Niclas Jönsson             |

### Reservefahrzeuge
Wie in den Jahren davor veröffentlichte der ACO zeitgleich mit der Startliste auch eine Liste der Reservefahrzeuge. In der Liste von eins bis zehn nominiert, rücken die Fahrzeuge in dieser Reihenfolge für Ausfälle in der ursprünglichen Startliste nach.
| Klasse  | Nr. | Team                      | Fahrzeug                |
| ------- | --- | ------------------------- | ----------------------- |
| LMP2    | 33  | Eurasia Motorsport        | Ligier JS P217          |
| LMP2    | 24  | Panis Barthez Competition | Ligier JS P217          |
| LMP2    | 27  | Idec Sport                | Ligier JS P217          |
| LMGT-Am | 80  | Ebimotors                 | Porsche 911 RSR         |
| LMGT-Am | 58  | Team Project 1            | Porsche 911 RSR         |
| LMP2    | 44  | Meyer Shank Racing        | Oreca 07                |
| LMGT-Am | 79  | TF Sport Red River Sport  | Aston Martin Vantage V8 |

## Trainingszeiten

### Qualifikation
| Pos. | Klasse    | Nr. | Team                          | Qualifikation 1 (min) | Qualifikation 2 (min) | Qualifikation 3 (min) | Rückstand (s) | Startplatz |
| ---- | --------- | --- | ----------------------------- | --------------------- | --------------------- | --------------------- | ------------- | ---------- |
| 1    | LMP1      | 7   | Toyota Gazoo Racing           | 3:17.161              | 3:15.497              | 3:20.494              |               | 1          |
| 2    | LMP1      | 8   | Toyota Gazoo Racing           | 3:19.632              | 3:15.908              | 3:20.669              | +0.411        | 2          |
| 3    | LMP1      | 17  | SMP Racing                    | 3:17.633              | 3:17.437              | 3:16.159              | +0.662        | 3          |
| 4    | LMP1      | 3   | Rebellion Racing              | 3:19.603              | 3:18.884              | 3:16.404              | +0.907        | 4          |
| 5    | LMP1      | 11  | SMP Racing                    | 3:20.934              | 3:16.953              | 3:16.665              | +1.168        | 5          |
| 6    | LMP1      | 1   | Rebellion Racing              | Keine Zeit            | 3:17.313              | 3:16.810              | +1.313        | 6          |
| 7    | LMP1      | 10  | DragonSpeed                   | 3:20.200              | 3:23.672              | 3:25.902              | +4.703        | 7          |
| 8    | LMP1      | 4   | ByKolles Racing Team          | 3:25.246              | 3:23.726              | 3:23.109              | +7.612        | 8          |
| 9    | LMP2      | 28  | TDS Racing                    | 3:28.840              | 3:27.096              | 3:25.345              | +9.848        | 9          |
| 10   | LMP2      | 31  | DragonSpeed                   | 3:26.804              | 3:26.490              | 3:25.667              | +10.170       | 10         |
| 11   | LMP2      | 36  | Signatech Alpine Matmut       | 3:26.935              | 3:28.471              | 3:25.874              | +10.377       | 11         |
| 12   | LMP2      | 48  | IDEC Sport                    | 3:27.847              | 3:27.804              | 3:26.011              | +10.514       | 12         |
| 13   | LMP2      | 26  | G-Drive Racing                | 3:29.107              | 3:28.713              | 3:26.257              | +10.760       | 13         |
| 14   | LMP2      | 22  | United Autosports             | 3:27.338              | 3:27.356              | 3:26.543              | +11.046       | 14         |
| 15   | LMP2      | 38  | Jackie Chan DC Racing         | 3:28.738              | 3:27.821              | 3:27.779              | +11.324       | 15         |
| 16   | LMP2      | 29  | Racing Team Nederland         | 3:28.909              | 3:27.107              | 3:27.384              | +11.610       | 16         |
| 17   | LMP2      | 32  | United Autosports             | 3:29.583              | 3:28.779              | 3:27.509              | +12.012       | 17         |
| 18   | LMP2      | 20  | High Class Racing             | 3:32.945              | 3:29.633              | 3:27.610              | +12.113       | 18         |
| 19   | LMP2      | 23  | Paniz Barthez Competition     | 3:29.821              | 3:27.790              | 3:32.511              | +12.293       | 19         |
| 20   | LMP2      | 37  | Jackie Chan DC Racing         | 3:29.498              | 3:28.569              | 3:28.049              | +12.552       | 20         |
| 21   | LMP2      | 30  | Duqueine Engineering          | 3:28.653              | 3:30.353              | 3:28.195              | +12.698       | 21         |
| 22   | LMP2      | 39  | Graff                         | 3:30.970              | 3:28.426              | Keine Zeit            | +12.929       | 22         |
| 23   | LMP2      | 25  | Algarve Pro Racing            | 3:29.126              | 3:28.457              | 3:31.113              | +12.960       | 23         |
| 24   | LMP2      | 43  | RLR M Sport Tower Events      | 3:31.017              | 3:29.137              | 3:28.803              | +13.306       | 24         |
| 25   | LMP2      | 47  | Cetilar Racing Villorba Corse | 3:29.748              | 3:28.942              | 3:29.556              | +13.445       | 25         |
| 26   | LMP2      | 34  | Inter Europol Competition     | 3:30.744              | 3:30.823              | 3:31.491              | +15.247       | 26         |
| 27   | LMP2      | 49  | ARC Bratislava                | 3:35.480              | 3:44.799              | 3:34.146              | +18.649       | 27         |
| 28   | LMP2      | 50  | Larbre Compétition            | 3:38.663              | 3:36.144              | 3:34.913              | +19.416       | 28         |
| 29   | LMGTE Pro | 95  | Aston Martin Racing           | 3:50.812              | 3:51.948              | 3:48.000              | +32.503       | 29         |
| 30   | LMGTE Pro | 67  | Ford Chip Ganassi Racing UK   | 3:49.530              | 3:52.831              | 3:48.112              | +32.615       | 30         |
| 31   | LMGTE Pro | 63  | Corvette Racing               | 3:52.109              | 3:49.424              | 3:48.830              | +33.333       | 31         |
| 32   | LMGTE Pro | 93  | Porsche GT Team               | 3:49.558              | 3:50.171              | 3:48.907              | +33.410       | 32         |
| 33   | LMGTE Pro | 82  | BMW Team MTEK                 | 3:53.498              | 3:51.818              | 3:49.108              | +33.611       | 33         |
| 34   | LMGTE Pro | 68  | Ford Chip Ganassi Team USA    | 3:53.053              | 3:50.486              | 3:49.116              | +33.619       | 34         |
| 35   | LMGTE Pro | 92  | Porsche GT Team               | 3:50.468              | 3:49.388              | 3:49.196              | +33.699       | 35         |
| 36   | LMGTE Pro | 71  | AF Corse                      | 3:50.850              | 3:50.623              | 3:49.391              | +33.894       | 36         |
| 37   | LMGTE Pro | 66  | Ford Chip Ganassi Team UK     | 3:53.793              | 3:51.601              | 3:49.511              | +34.014       | 37         |
| 38   | LMGTE Pro | 69  | Ford Chip Ganassi Team USA    | 3:51.821              | 3:50.339              | 3:49.546              | +34.049       | 38         |
| 39   | LMGTE Pro | 64  | Corvette Racing               | 3:52.490              | 3:51.011              | 3:49.573              | +34.076       | 39         |
| 40   | LMGTE Pro | 51  | AF Corse                      | 3:52.128              | 3:51.019              | 3:49.655              | +34.158       | 40         |
| 41   | LMGTE Pro | 91  | Porsche GT Team               | 3:50.099              | 3:49.921              | 3:51.039              | +34.424       | 41         |
| 42   | LMGTE Pro | 97  | Aston Martin Racing           | 3:50.037              | 3:52.283              | 3:50.383              | +34.540       | 42         |
| 43   | LMGTE Pro | 94  | Porsche GT Team               | 3:50.278              | 3:50.810              | 3:50.593              | +34.781       | 43         |
| 44   | LMGTE Pro | 81  | BMW Team MTEK                 | 3:51,476              | 3:51.353              | No time               | +35.856       | 44         |
| 45   | LMGTE Am  | 88  | Dempsey-Proton Racing         | 3:52.454              | 3:54.107              | 3:51.439              | +35.942       | 45         |
| 46   | LMGTE Pro | 89  | Risi Competizione             | 3:52.997              | 3:53.244              | 3:51.454              | +35.957       | 46         |
| 47   | LMGTE Am  | 77  | Dempsey-Proton Racing         | 3:53.408              | 3:54.008              | 3:51.645              | +36.148       | 47         |
| 48   | LMGTE Am  | 86  | Gulf Racing                   | 3:55.033              | 3:53.571              | 3:51.944              | +36.447       | 48         |
| 49   | LMGTE Am  | 84  | JMW Motorsport                | 3:54.513              | 3:56.154              | 3:52.423              | +36.926       | 49         |
| 50   | LMGTE Am  | 78  | Proton Competition            | 3:54.324              | 3:54.942              | 3:52.434              | +36.937       | 50         |
| 51   | LMGTE Am  | 56  | Team Project 1                | 3:52.750              | 3:55.011              | 3:53.135              | +37.253       | 51         |
| 52   | LMGTE Am  | 54  | Spirit of Race                | 3:53.793              | 3:52.826              | 3:52.879              | +37.329       | 52         |
| 53   | LMGTE Am  | 57  | Car Guy Racing                | 3:56.034              | 3:53.474              | 3:54.928              | +37.977       | 53         |
| 54   | LMGTE Am  | 85  | Keating Motorsports           | 3:56.579              | 3:53.492              | 3:54.815              | +37.995       | 54         |
| 55   | LMGTE Am  | 60  | Kessel Racing                 | 3:56.147              | 3:53.990              | 3:53.528              | +38.021       | 55         |
| 56   | LMGTE Am  | 98  | Aston Martin Racing           | 3:53.530              | 3:56.136              | 3:53.698              | +38.033       | 56         |
| 57   | LMGTE Am  | 90  | TF Sport                      | 3:53.974              | 3:54.542              | 3:53.606              | +38.109       | 57         |
| 58   | LMGTE Am  | 62  | WeatherTech Racing            | 3:55.544              | 3:54.350              | 3:53.630              | +31.133       | 58         |
| 59   | LMGTE Am  | 70  | MR Racing                     | 3:54.737              | 3:55.906              | 3:54.051              | +38.554       | 59         |
| 60   | LMGTE Am  | 83  | Kessel Racing                 | 3:56.333              | 3:54.363              | 3:54.083              | +38.586       | 60         |
| 61   | LMGTE Am  | 61  | Clearwater Racing             | 3:56.072              | 3:56.120              | 3:54.240              | +38.743       | 61         |

## Ergebnisse

### Piloten nach Nationen
| 33 Franzosen  | 28 Briten     | 18 Italiener   | 12 US-Amerikaner | 8 Dänen    |
| 8 Deutsche    | 7 Brasilianer | 7 Niederländer | 7 Schweizer      | 6 Russen   |
| 5 Japaner     | 5 Monegassen  | 5 Österreicher | 3 Belgier        | 3 Iren     |
| 3 Portugiesen | 3 Spanier     | 2 Argentinier  | 2 Australier     | 2 Finnen   |
| 2 Kanadier    | 2 Mexikaner   | 2 Neuseeländer | 2 Norweger       | 2 Schweden |
| 1 Chinese     | 1 Inder       | 1 Pole         | 1 Slovake        | 1 Türke    |
| 1 Venezolaner |               |                |                  |            |

### Schlussklassement
| Pos.            | Klasse    | Nr. | Team                          | Fahrer                                                      | Chassis                  | Motor                        | Reifen | Runden |
| --------------- | --------- | --- | ----------------------------- | ----------------------------------------------------------- | ------------------------ | ---------------------------- | ------ | ------ |
| 1               | LMP1      | 8   | Toyota Gazoo Racing           | Sébastien Buemi Kazuki Nakajima Fernando Alonso             | Toyota TS050 Hybrid      | Toyota 2.4L Turbo V6         | M      | 385    |
| 2               | LMP1      | 7   | Toyota Gazoo Racing           | Mike Conway Kamui Kobayashi José María López                | Toyota TS050 Hybrid      | Toyota 2.4L Turbo V6         | M      | 385    |
| 3               | LMP1      | 11  | SMP Racing                    | Michail Aljoschin Witali Petrow Stoffel Vandoorne           | BR Engineering BR1       | AER P60B 2.4L Turbo V6       | M      | 379    |
| 4               | LMP1      | 1   | Rebellion Racing              | Bruno Senna André Lotterer Neel Jani                        | Rebellion R13            | Gibson GL458 4.5L V8         | M      | 376    |
| 5               | LMP1      | 3   | Rebellion Racing              | Thomas Laurent Gustavo Menezes Nathanaël Berthon            | Rebellion R13            | Gibson GL458 4.5L V8         | M      | 370    |
| 6               | LMP2      | 36  | Signatech Alpine Matmut       | Nicolas Lapierre Pierre Thiriet André Negrão                | Alpine A470              | Gibson GK428 4.2L V8         | D      | 368    |
| 7               | LMP2      | 38  | Jackie Chan DC Racing         | Ho-Pin Tung Gabriel Aubry Stéphane Richelmi                 | Oreca 07                 | Gibson GK428 4.2L V8         | D      | 367    |
| 8               | LMP2      | 28  | TDS Racing                    | François Perrodo Loïc Duval Matthieu Vaxivière              | Oreca 07                 | Gibson GK428 4.2L V8         | D      | 366    |
| 9               | LMP2      | 22  | United Autosports             | Philip Hanson Paul di Resta Filipe Albuquerque              | Ligier JS P217           | Gibson GK428 4.2L V8         | M      | 365    |
| 10              | LMP2      | 48  | Idec Sport                    | Paul Lafargue Paul-Loup Chatin Memo Rojas                   | Oreca 07                 | Gibson GK428 4.2L V8         | M      | 364    |
| 11              | LMP2      | 26  | G-Drive Racing                | Roman Russinow Job van Uitert Jean-Éric Vergne              | Aurus 01                 | Gibson GK428 4.2L V8         | D      | 364    |
| 12              | LMP2      | 30  | Duqueine Engineering          | Romain Dumas Pierre Ragues Nicolas Jamin                    | Oreca 07                 | Gibson GK428 4.2L V8         | M      | 363    |
| 13              | LMP2      | 23  | Panis Barthez Competition     | René Binder Will Stevens Julien Canal                       | Ligier JS P217           | Gibson GK428 4.2L V8         | D      | 362    |
| 14              | LMP2      | 39  | Graff                         | Tristan Gommendy Vincent Capillaire Jonathan Hirschi        | Oreca 07                 | Gibson GK428 4.2L V8         | M      | 362    |
| 15              | LMP2      | 25  | Algarve Pro Racing            | John Falb Andrea Pizzitola David Zollinger                  | Oreca 07                 | Gibson GK428 4.2L V8         | D      | 357    |
| 16              | LMP2      | 20  | High Class Racing             | Dennis Andersen Anders Fjordbach Mathias Beche              | Oreca 07                 | Gibson GK428 4.2L V8         | D      | 356    |
| 17              | LMP2      | 50  | Larbre Compétition            | Erwin Creed Romano Ricci Nicholas Boulle                    | Ligier JS P217           | Gibson GK428 4.2L V8         | M      | 355    |
| 18              | LMP2      | 47  | Cetilar Racing Villorba Corse | Roberto Lacorte Andrea Belicchi Giorgio Sernagiotto         | Dallara P217             | Gibson GK428 4.2L V8         | D      | 352    |
| 19              | LMP2      | 32  | United Autosports             | Ryan Cullen Alex Brundle Will Owen                          | Ligier JS P217           | Gibson GK428 4.2L V8         | M      | 348    |
| 20              | LMGTE Pro | 51  | AF Corse                      | James Calado Alessandro Pier Guidi Daniel Serra             | Ferrari 488 GTE Evo      | Ferrari F154CB 3.9L Turbo V8 | M      | 342    |
| 21              | LMGTE Pro | 91  | Porsche GT Team               | Richard Lietz Gianmaria Bruni Frédéric Makowiecki           | Porsche 991 RSR GTE      | Porsche 4.0L Flat-6          | M      | 342    |
| 22              | LMGTE Pro | 93  | Porsche GT Team               | Nick Tandy Earl Bamber Patrick Pilet                        | Porsche 991 RSR GTE      | Porsche 4.0L Flat-6          | M      | 342    |
| 23              | LMGTE Pro | 67  | Ford Chip Ganassi Team UK     | Harry Tincknell Andy Priaulx Jonathan Bomarito              | Ford GT                  | Ford EcoBoost 3.5L Turbo V6  | M      | 342    |
| 24              | LMGTE Pro | 69  | Ford Chip Ganassi Team USA    | Ryan Briscoe Scott Dixon Richard Westbrook                  | Ford GT                  | Ford EcoBoost 3.5L Turbo V6  | M      | 341    |
| 25              | LMGTE Pro | 66  | Ford Chip Ganassi Team UK     | Stefan Mücke Olivier Pla Billy Johnson                      | Ford GT                  | Ford EcoBoost 3.5L Turbo V6  | M      | 340    |
| 26              | LMP2      | 29  | Racing Team Nederland         | Giedo van der Garde Nyck de Vries Frits van Eerd            | Dallara P217             | Gibson GK428 4.2L V8         | M      | 340    |
| 27              | LMGTE Pro | 94  | Porsche GT Team               | Sven Müller Mathieu Jaminet Dennis Olsen                    | Porsche 991 RSR GTE      | Porsche 4.0L Flat-6          | M      | 339    |
| 28              | LMGTE Pro | 63  | Corvette Racing               | Jan Magnussen Antonio García Mike Rockenfeller              | Chevrolet Corvette C7.R  | Chevrolet LT5.5 5.5L V8      | M      | 337    |
| 29              | LMGTE Pro | 92  | Porsche GT Team               | Michael Christensen Kévin Estre Laurens Vanthoor            | Porsche 991 RSR GTE      | Porsche 4.0L Flat-6          | M      | 337    |
| 30              | LMGTE Pro | 82  | BMW Team MTEK                 | Augusto Farfus Jesse Krohn António Félix da Costa           | BMW M8 GTE               | BMW S63 4.0L Turbo V6        | M      | 335    |
| 31              | LMGTE Am  | 56  | Team Project 1                | Jörg Bergmeister Patrick Lindsey Egidio Perfetti            | Porsche 911 RSR          | Porsche 4.0L Flat-6          | M      | 334    |
| 32              | LMGTE Am  | 84  | JMW Motorsport                | Jeff Segal Rodrigo Baptista Wei Lu                          | Ferrari 488 GTE          | Ferrari F154CB 3.9L Turbo V8 | M      | 334    |
| 33              | LMGTE Am  | 62  | WeatherTech Racing            | Cooper MacNeil Robert Smith Toni Vilander                   | Ferrari 488 GTE          | Ferrari F154CB 3.9L Turbo V8 | M      | 333    |
| 34              | LMGTE Am  | 77  | Dempsey-Proton Racing         | Matt Campbell Julien Andlauer Christian Ried                | Porsche 911 RSR          | Porsche 4.0L Flat-6          | M      | 332    |
| 35              | LMGTE Am  | 57  | Car Guy Racing                | Takeshi Kimura Kei Cozzolino Côme Ledogar                   | Ferrari 488 GTE          | Ferrari F154CB 3.9L Turbo V8 | M      | 332    |
| 36              | LMGTE Am  | 78  | Proton Competition            | Louis Prette Philippe Prette Vincent Abril                  | Porsche 911 RSR          | Porsche 4.0L Flat-6          | M      | 332    |
| 37              | LMGTE Am  | 61  | Clearwater Racing             | Matt Griffin Matteo Cressoni Luís Pérez Companc             | Ferrari 488 GTE          | Ferrari F154CB 3.9L Turbo V8 | M      | 331    |
| 38              | LMGTE Am  | 86  | Gulf Racing                   | Mike Wainwright Ben Barker Thomas Preining                  | Porsche 911 RSR          | Porsche 4.0L Flat-6          | M      | 331    |
| 39              | LMGTE Am  | 83  | Kessel Racing                 | Rahel Frey Michelle Gatting Manuela Gostner                 | Ferrari 488 GTE          | Ferrari F154CB 3.9L Turbo V8 | M      | 330    |
| 40              | LMGTE Pro | 89  | Risi Competizione             | Oliver Jarvis Jules Gounon Luís Felipe Derani               | Ferrari 488 GTE Evo      | Ferrari F154CB 3.9L Turbo V8 | M      | 329    |
| 41              | LMGTE Am  | 70  | MR Racing                     | Olivier Beretta Eddie Cheever III Motoaki Ishikawa          | Ferrari 488 GTE          | Ferrari F154CB 3.9L Turbo V8 | M      | 328    |
| 42              | LMGTE Am  | 90  | TF Sport                      | Charlie Eastwood Salih Yoluç Euan Hankey                    | Aston Martin Vantage V8  | Aston Martin 4.5L V8         | M      | 327    |
| 43              | LMGTE Am  | 54  | Spirit of Race                | Thomas Flohr Francesco Castellacci Giancarlo Fisichella     | Ferrari 488 GTE          | Ferrari F154CB 3.9L Turbo V8 | M      | 327    |
| 44              | LMGTE Pro | 97  | Aston Martin Racing           | Alex Lynn Jonny Adam Maxime Martin                          | Aston Martin Vantage AMR | Aston Martin 4.0L Turbo V8   | M      | 325    |
| 45              | LMP2      | 34  | Inter Europol Competition     | Jakub Śmiechowski James Winslow Nigel Moore                 | Ligier JS P217           | Gibson GK428 4.2L V8         | M      | 325    |
| 46              | LMGTE Am  | 60  | Kessel Racing                 | Claudio Schiavoni Sergio Pianezzola Andrea Piccini          | Ferrari 488 GTE          | Ferrari F154CB 3.9L Turbo V8 | M      | 324    |
| 47              | LMGTE Pro | 81  | BMW Team MTEK                 | Nicky Catsburg Philipp Eng Martin Tomczyk                   | BMW M8 GTE               | BMW S63 4.0L Turbo V6        | M      | 309    |
| Nicht klassiert |           |     |                               |                                                             |                          |                              |        |        |
| 48              | LMP2      | 43  | RLR Msport Tower Events       | John Farano Arjun Maini Norman Nato                         | Oreca 07                 | Gibson GK428 4.2L V8         | D      | 295    |
| Disqualifiziert |           |     |                               |                                                             |                          |                              |        |        |
| 49              | LMGTE Pro | 68  | Ford Chip Ganassi Team USA    | Sébastien Bourdais Joey Hand Dirk Müller                    | Ford GT                  | Ford EcoBoost 3.5&L Turbo V6 | M      | 342    |
| 50              | LMGTE Am  | 85  | Keating Motorsports           | Ben Keating Jeroen Bleekemolen Felipe Fraga                 | Ford GT                  | Ford EcoBoost 3.5L Turbo V6  | M      | 334    |
| Ausgefallen     |           |     |                               |                                                             |                          |                              |        |        |
| 51              | LMP2      | 31  | DragonSpeed                   | Roberto González Pastor Maldonado Anthony Davidson          | Oreca 07                 | Gibson GK428 4.2L V8         | M      | 245    |
| 52              | LMP2      | 37  | Jackie Chan DC Racing         | David Heinemeier Hansson Jordan King Ricky Taylor           | Oreca 07                 | Gibson GK428 4.2L V8         | D      | 199    |
| 53              | LMP1      | 17  | SMP Racing                    | Stéphane Sarrazin Jegor Orudschew Sergey Sirotkin           | BR Engineering BR1       | AER P60B 2.4L Turbo V6       | M      | 163    |
| 54              | LMP1      | 4   | ByKolles Racing Team          | Tom Dillmann Oliver Webb Paolo Ruberti                      | ENSO CLM P1/01           | Gibson GL458 4.5L V8         | M      | 163    |
| 55              | LMP2      | 49  | ARC Bratislava                | Miroslav Konôpka Konstantin Tereschtschenko Henning Enqvist | Ligier JS P217           | Gibson GK428 4.2L V8         | D      | 160    |
| 56              | LMGTE Pro | 71  | AF Corse                      | Davide Rigon Sam Bird Miguel Molina                         | Ferrari 488 GTE Evo      | Ferrari F154CB 3.9L Turbo V8 | M      | 140    |
| 57              | LMGTE Pro | 95  | Aston Martin Racing           | Nicki Thiim Marco Sørensen Darren Turner                    | Aston Martin Vantage AMR | Aston Martin 4.0L Turbo V8   | M      | 132    |
| 58              | LMGTE Am  | 98  | Aston Martin Racing           | Paul Dalla Lana Mathias Lauda Pedro Lamy                    | Aston Martin Vantage GTE | Aston Martin 4.5L V8         | M      | 87     |
| 59              | LMGTE Pro | 64  | Corvette Racing               | Oliver Gavin Tommy Milner Marcel Fässler                    | Chevrolet Corvette C7.R  | Chevrolet LT5.5 5.5L V8      | M      | 82     |
| 60              | LMGTE Am  | 88  | Dempsey-Proton Racing         | Matteo Cairoli Giorgio Roda Satoshi Hoshino                 | Porsche 911 RSR          | Porsche 4.0L Flat-6          | M      | 79     |
| 61              | LMP1      | 10  | DragonSpeed                   | Ben Hanley Renger van der Zande Henrik Hedman               | BR Engineering BR1       | Gibson GL458 4.5L V8         | M      | 76     |
| Nicht gestartet |           |     |                               |                                                             |                          |                              |        |        |
| 62              | LMGTE AM  | 99  | Dempsey-Proton Racing         | Patrick Long Tracy Krohn Niclas Jönsson                     | Porsche 911 RSR          | Porsche 4.0L Flat-6          | M      | 1      |

1 Unfall von Krohn im Training

### Nur in der Meldeliste
Weitere gemeldete Teams, Fahrzeuge und Fahrer finden sich in der Start- und Reserveliste.

### Klassensieger
| Klasse    | Fahrer           | Fahrer                | Fahrer          | Fahrzeug            | Platzierung im Gesamtklassement |
| --------- | ---------------- | --------------------- | --------------- | ------------------- | ------------------------------- |
| LMP1      | Sébastien Buemi  | Kazuki Nakajima       | Fernando Alonso | Toyota TS050 Hybrid | Gesamtsieg                      |
| LMP2      | Nicolas Lapierre | Pierre Thiriet        | André Negrão    | Alpine A470         | Rang 6                          |
| LMGTE Pro | James Calado     | Alessandro Pier Guidi | Daniel Serra    | Ferrari 488 GTE Evo | Rang 20                         |
| LMGTE Am  | Jörg Bergmeister | Patrick Lindsey       | Egidio Perfetti | Porsche 911 RSR     | Rang 31                         |

### Renndaten
- Gemeldet: 69
- Gestartet: 61
- Gewertet: 47
- Rennklassen: 4
- Zuschauer: 252.500
- Ehrenstarter des Rennens: Charlène von Monaco
- Wetter am Rennwochenende: warm und wolkig
- Streckenlänge: 13,626 km
- Fahrzeit des Siegerteams: 24:00:10.574 Stunden
- Runden des Siegerteams: 385
- Distanz des Siegerteams: 5246,010 km
- Siegerschnitt: 247,200 km/h
- Pole Position: Kamui Kobayashi – Toyota TS050 Hybrid (#7) – 3:15,497 = 251,040 km/h
- Schnellste Rennrunde: Mike Conway – Toyota TS050 Hybrid (#7) – 3:17,297 = 248,600 km/h
- Rennserie: 8. Lauf zur FIA-Langstrecken-Weltmeisterschaft 2018/19